# ساختمان گریس
ساختمان گریس یک آسمان‌خراش واقع در ایالت نیویورک، ایالات متحده آمریکا می‌باشد. ساخت و ساز این ساختمان ۱۹۷۱ شروع شد و ۱۹۷۴ به پایان رسید. مساحت زیربنای آن ۱٬۵۱۸٬۰۰۰ فوت مربع (۱۴۱٬۰۰۰ متر مربع)، تعداد طبقاتش ۵۰ است.

## نگارخانه

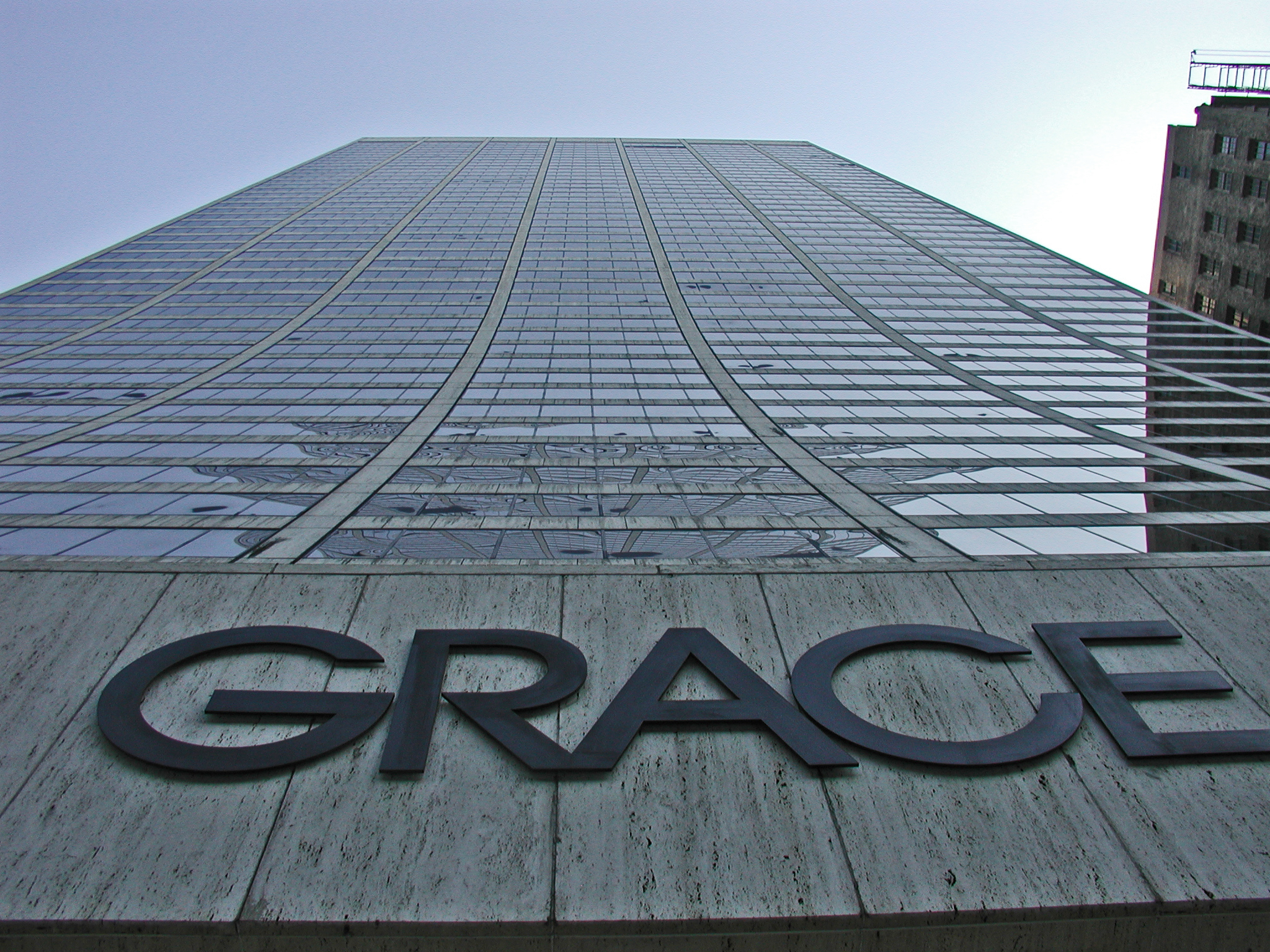
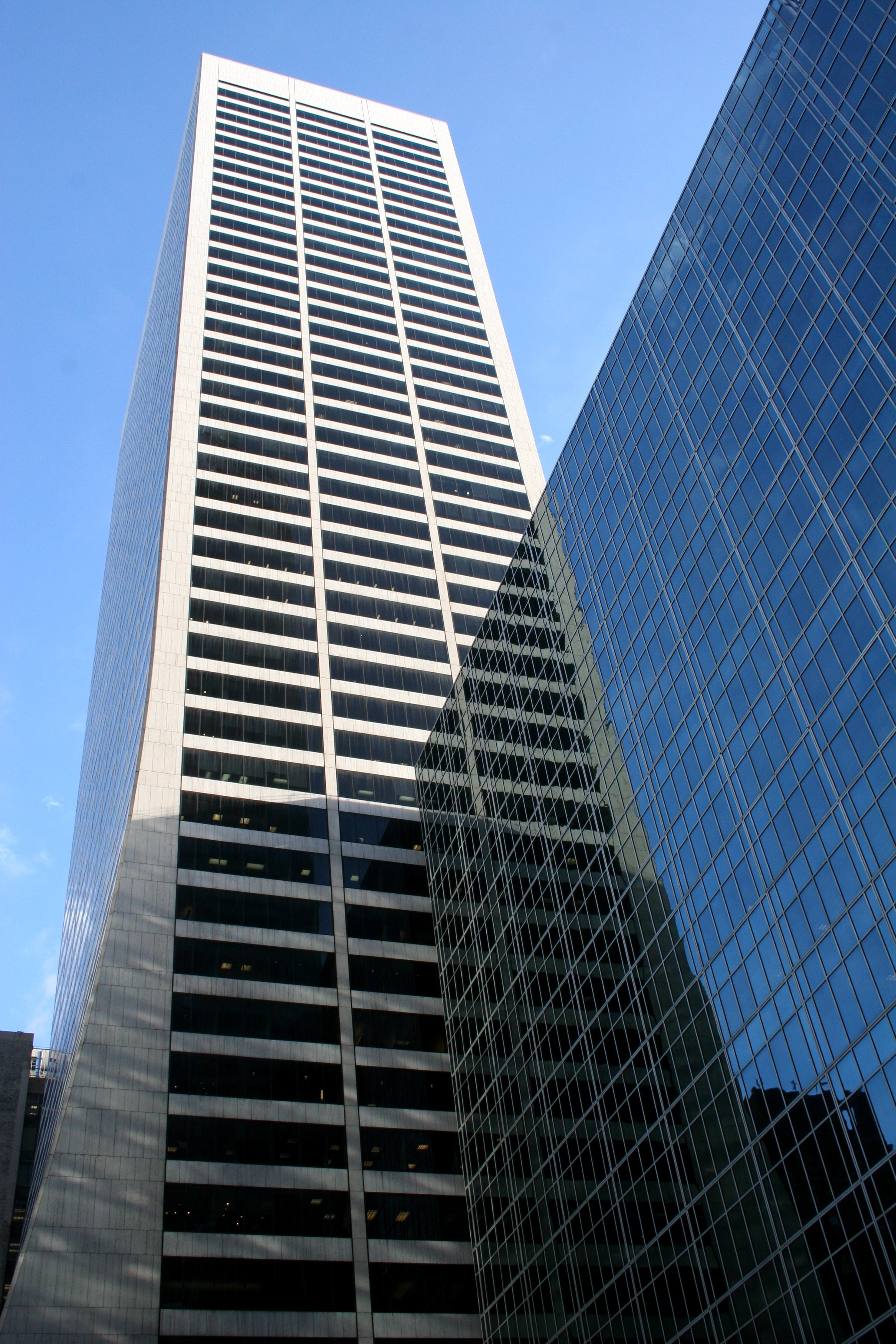
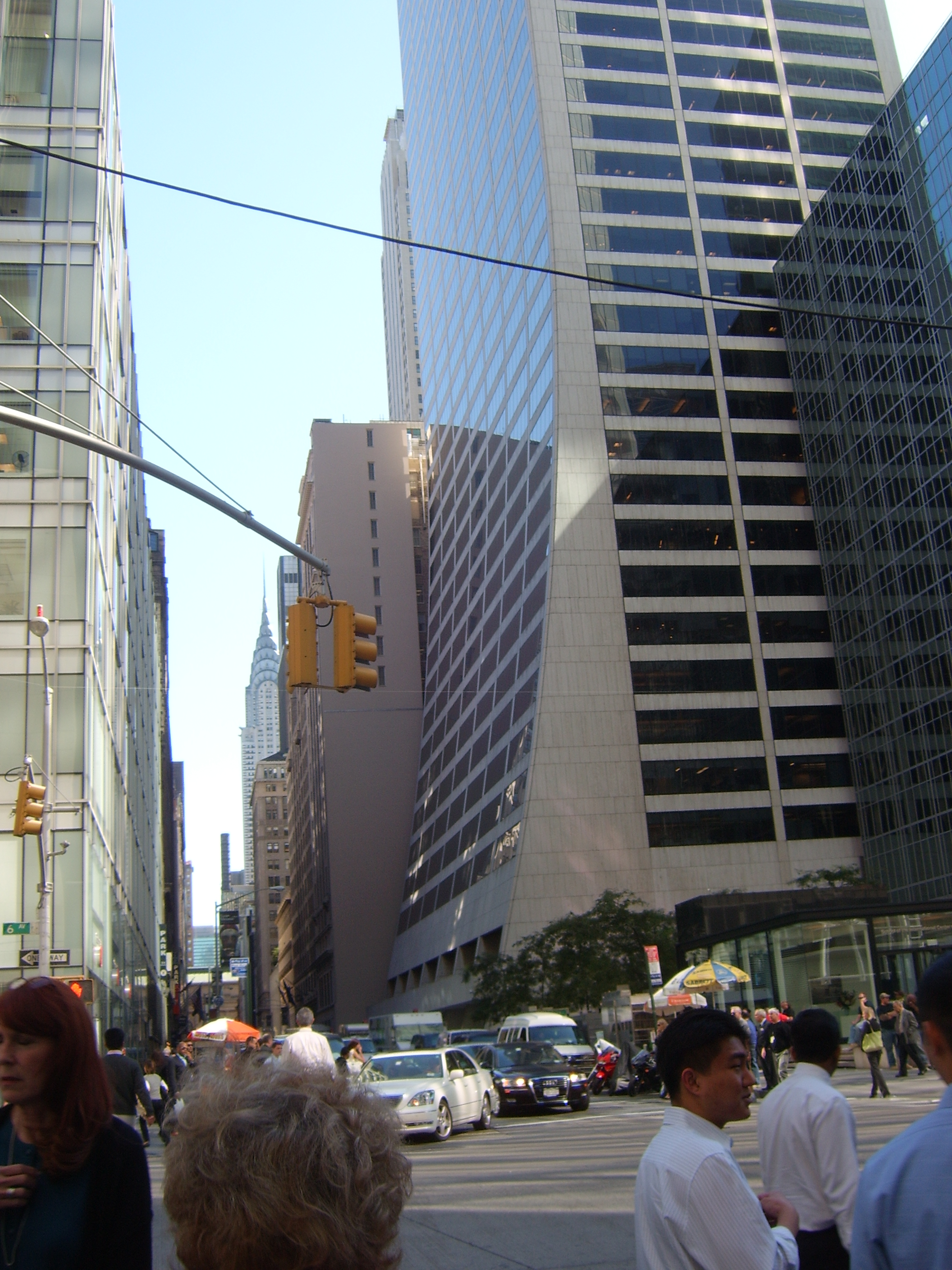
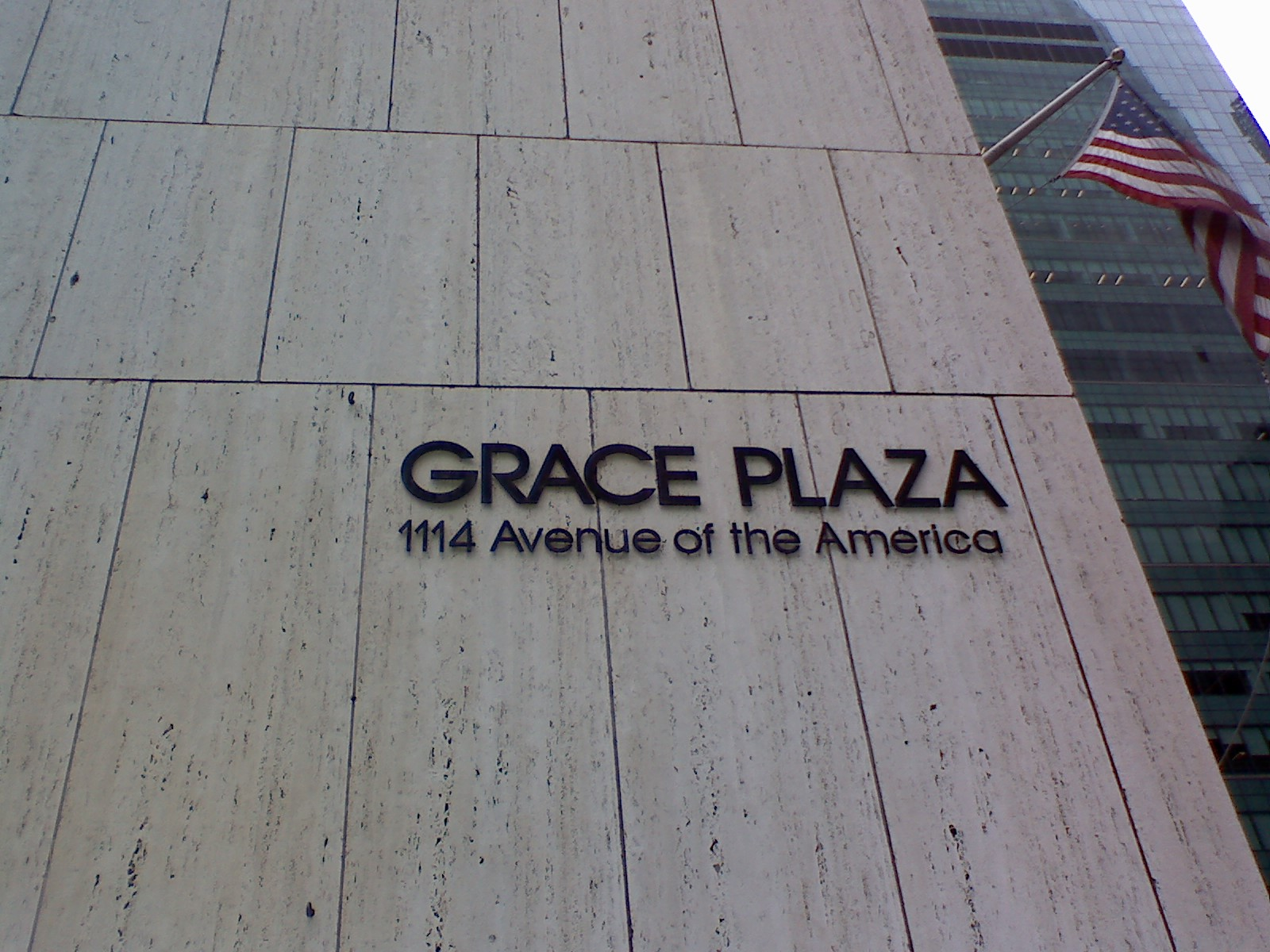
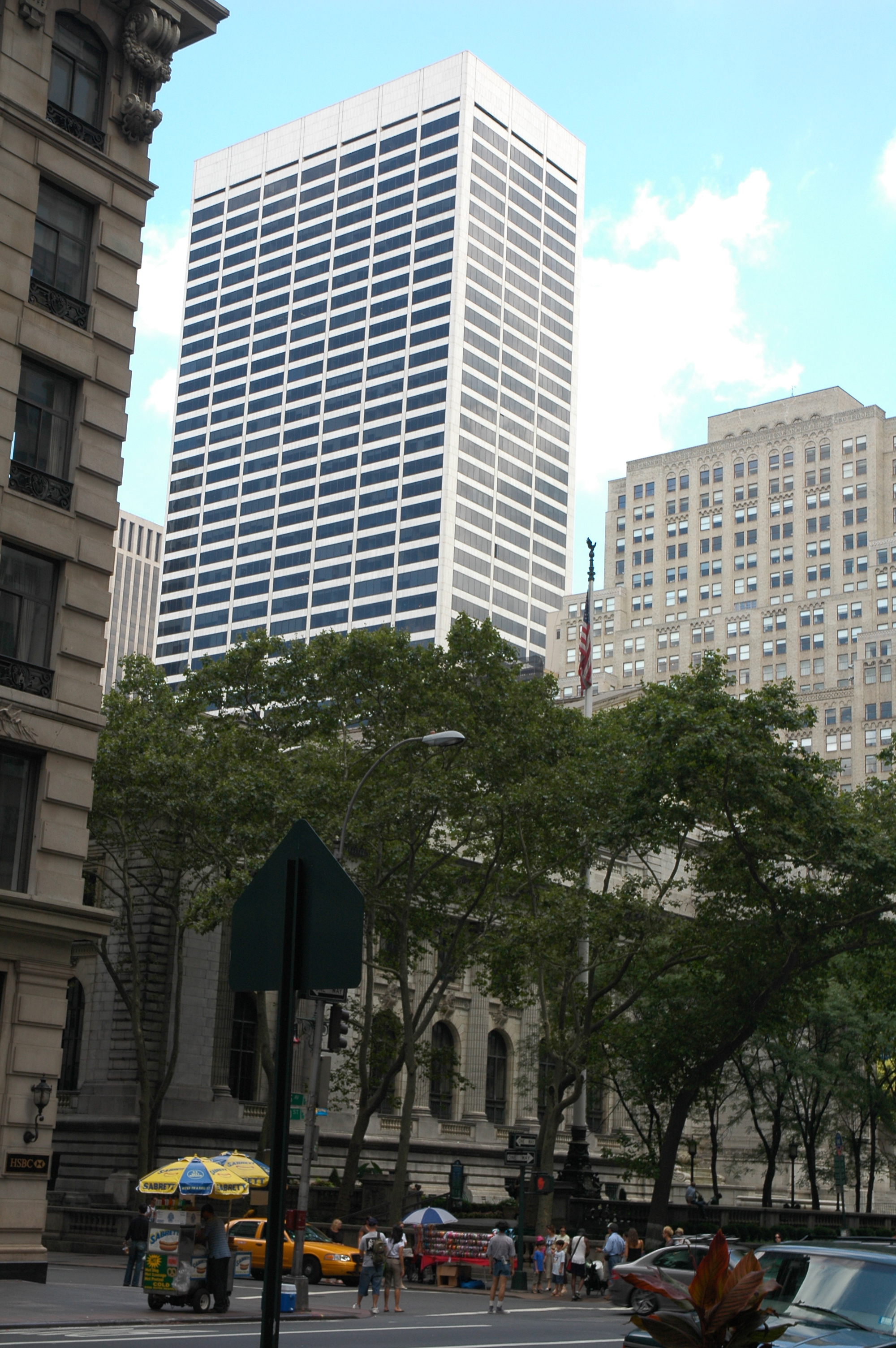